# 2245 Hekatostos
2245 Hekatostos (1968 BC) là một tiểu hành tinh vành đai chính được phát hiện ngày 24 tháng 1 năm 1968 bởi L. I. Chernykh ở Đài vật lý thiên văn Crimean.